# RJ TextEd
RJ TextEd (ранее TextEd) — это бесплатный текстовый редактор для операционной системы Microsoft Windows. Текстовый редактор был создан Рикардом Йоханссоном в 2004 году и написан на Object Pascal.

## Описание
RJ TextEd представляет собой бесплатный текстовый редактор юникод строк и исходного кода, а также может быть использован в качестве лёгкого инструмента для веб-разработчика. Текстовый редактор использует разнообразные методы для подстветки синтаксиса в исходном коде, поддерживает автозавершение слов и всплывающие подсказки при редактировании исходного кода.
Существует предварительный просмотр для форматов HTML/ASP/PHP, а также включён файл синтаксиса для редактирования (SyntaxEditor.exe) подстветки языков программирования и некоторых других параметров. Имеются аргументы командной строки, MRU, механизм drag-and-drop, поддержка синхронизации локальных папок с удалёнными, работа с макросами, настройка горячих клавиш, дружественная работа с другими приложениями, такими как Mozilla Firefox и UltraEdit, благодаря инструментам (не распространяются вместе с дистрибутивом программы).
Интерфейс программы — TDI.
TextEd включает дополнительные утилиты в дистрибутив, в числе которых веб-браузер, файловый менеджер, CSS-редактор, а также инструменты для веб-разработчика.

## Возможности
- Полнофункциональный текстовый редактор исходного кода с поддержкой Unicode.
- Подсветка синтаксиса.
- Сворачивание кода.
- Проверка орфографии.
- Автоматическое завершение.
- Шаблоны.
- Блок комментариев для осуществления комментирования выделенного текста.
- Интеграция в проводник Windows.
- Поддержка редактора TopStyle Lite CSS.
- Файловый менеджер, клиенты FTP и SFTP.
- Плагины, Add-on и скрипты.
- Темы оформления (более 70 шкурок) и скин-билдер.
- Расширенная сортировка.
- Многоуровневый откат/повтор действий.
- Конвертирование файлов из одного формата в другой.
- Поддержка табов.
- Редактирование и обработка ASCII, UTF-8, бинарных и ASCII файлов.
- Блочное выделение текста.
- Открытие и сохранение UTF-8 закодированных файлов без наличия подписи (BOM).
- Встроенная поддержка Zen Coding.

## Награды
RJ TextEd получал награды и о нём были обзоры от авторитетных сайтов, включая Softpedia, Snapfiles, Tucows и других.